# Vojnići (Foča-Ustikolina, BiH)
Vojnići su naseljeno mjesto u općini Foči-Ustikolini, Federacija BiH, BiH. Popisano je kao samostalno naselje na popisu 1961., a na kasnijim popisima ne pojavljuje se, jer je 1962. pripojeno skupa s Kumjanovićima (Kumjenovićima) Jabuci (Sl.list NRBiH, br.47/62). Susjedna sela su Modro Polje, Podgrađe i Slavičići.

## Stanovništvo
| Narod     | Popis 1961. |
| --------- | ----------- |
| Hrvati    |             |
| Muslimani | 126         |
| Srbi      | 2           |
| ostali    | 2           |
| Ukupno    | 130         |